# Trigona sesquipedalis
Trigona sesquipedalis är en biart som beskrevs av Almeida 1985. Trigona sesquipedalis ingår i släktet Trigona och familjen långtungebin. Inga underarter finns listade i Catalogue of Life.